# Уявіть це (фільм 2025)
Уявіть це — британська романтична комедія режисерки Прартани Монаг. Ремейк австралійського фільму 2024 року «П'ять побачень наосліп». Він вийшов на потоковому сервісі Amazon Prime Video 6 березня 2025 року. Симон Ешлі та Гіро Файнс-Тіффін зіграли головних героїв.

## Сюжет
Пія працює фотографкою і має невелике ательє в Лондоні. Вона заробляє мало, проте не хоче займатися «фото на документи», які могли б принести більше грошей, віддаючи перевагу більш мистецьким портретам. Її сестра готується до весілля, і сім'я йде до астролога який мав би визначити сумісність нареченої і нареченого. Під час візиту, Пія теж отримує передбачення: справжнє кохання чекає на неї на одному з наступних п'яти побачень. Проте Пію дратує перспектива шлюбу. Ще більше — коли вона дізнається, що дружбою на весіллі буде її екс-бойфренд, який кілька років тому розбив її серце.

## У ролях
- Симон Ешлі в ролі Піа
- Анушка Чадха — Сонал
- Гіро Файнс-Тіффін у ролі Чарлі
- Люк Фетерстон — Джей
- Сіндху Ві в ролі Лакшмі
- Філ Данстер
- Марк Уайлді
- Нікеш Патель
- Аділь Рей
- Кульвіндер Гір
- Асім Чаудрі
- Фрейя Сісі
- Рене Харт

## Виробництво
Дія фільму відбувається в Лондоні, його продюсерами є Бен П'ю та Еріка Стейнберг, а режисером — Прартана Мохан. Джош Хорсфілд і Карі Хетфілд є виконавчими продюсерами. Нікіта Лалвані написав сценарій, який базується на австралійському фільмі 2024 року «П'ять побачень наосліп», сценаристом якого є Шуан Ху та Натан Рамос-Парк. «Уявіть це» увійшло в пост-продакшн у березні 2024 року.
Оператором виступив Девід Хіггс, а оператором Пол Сондерсон. Виконавчим продюсером виступила Сімон Ешлі.
Симон Ешлі та Гіро Файнс-Тіффін зіграли головних героїв. До акторського складу також увійшли Сіндху Ві, Філ Данстер, Марк Вайлді, Нікеш Пател, Аділь Рей, Кулвіндер Гір і Асім Чаудрі.

## Реліз
Фільм вийшов 6 березня 2025 року на потоковому сервісі Amazon Prime Video.